# Shubert (Nebraska)
Shubert es una villa ubicada en el condado de Richardson en el estado estadounidense de Nebraska. En el Censo de 2010 tenía una población de 150 habitantes y una densidad poblacional de 275,79 personas por km².

## Geografía
Shubert se encuentra ubicada en las coordenadas 40°14′9″N 95°41′1″O / 40.23583, -95.68361. Según la Oficina del Censo de los Estados Unidos, Shubert tiene una superficie total de 0.54 km², de la cual 0.54 km² corresponden a tierra firme y (0%) 0 km² es agua.

## Demografía
Según el censo de 2010, había 150 personas residiendo en Shubert. La densidad de población era de 275,79 hab./km². De los 150 habitantes, Shubert estaba compuesto por el 96.67% blancos, el 0% eran afroamericanos, el 0% eran amerindios, el 0% eran asiáticos, el 0% eran isleños del Pacífico, el 0.67% eran de otras razas y el 2.67% pertenecían a dos o más razas. Del total de la población el 2.67% eran hispanos o latinos de cualquier raza.